# 25 (EP)
Pour les articles homonymes, voir 25 (homonymie).
Singles
1. Don't Look At Me Like That
Sortie : 23 septembre 2014
2. Pretty Age 25
Sortie : 14 octobre 2014
3. Twenty-Five (Version Japonaise)
Sortie : 2 décembre 2014
4. Don't Look At Me Like That (Version Japonaise)
Sortie : 3 décembre 2014

25 est le premier mini-album de Song Jieun, membre du girl group sud-coréen Secret. L'album est sorti le 14 octobre 2014 avec le titre "Pretty Age 25" servant de titre principal et "Don't Look At Me Like That" qui était pré-sortie. L'album contient cinq chansons et est disponible en deux versions.

## Liste des titres
| 1.    | Janus (Intro)                           | Park Soosuk, INOO         | Park Soosuk, INOO            | 1:12 |
| 2.    | 예쁜 나이 25살 (Twenty Five)            | Duble Sidekick, David Kim | Duble Sidekick, Radio Galaxy | 3:25 |
| 3.    | 쳐다보지마 (Don't Look At Me Like That) | StarTrack                 | StarTrack                    | 3:14 |
| 4.    | La Boum                                 | Park Soosuk, INOO         | Park Soosuk, INOO            | 3:00 |
| 5.    | 별 (Star)                               | Song Jieun                | Song Jieun                   | 3:48 |
| 14:39 |                                         |                           |                              |      |

| "25" (Version Japonaise) | "25" (Version Japonaise)                              | "25" (Version Japonaise)  | "25" (Version Japonaise) | "25" (Version Japonaise) | "25" (Version Japonaise) | "25" (Version Japonaise) | "25" (Version Japonaise) | "25" (Version Japonaise) | "25" (Version Japonaise) |
| No                       | Titre                                                 | Auteur                    | Producteur(s)            | Durée                    |                          |                          |                          |                          |                          |
| ------------------------ | ----------------------------------------------------- | ------------------------- | ------------------------ | ------------------------ | ------------------------ | ------------------------ | ------------------------ | ------------------------ | ------------------------ |
| 1.                       | Twenty-Five (Version Japonaise)                       | Duble Sidekick, David Kim |                          | 3:25                     |                          |                          |                          |                          |                          |
| 2.                       | Don't Look At Me Like That (Version Japonaise)        |                           |                          | 3:14                     |                          |                          |                          |                          |                          |
| 3.                       | La Boum (Version Japonaise)                           | Park Soosuk, INOO         | Park Soosuk, INOO        | 3:01                     |                          |                          |                          |                          |                          |
| 4.                       | Vintage (Version Japonaise) (featuring ZELO de B.A.P) |                           |                          | 3:27                     |                          |                          |                          |                          |                          |
| 5.                       | Star (별)                                             | Song Jieun                | Song Jieun               | 3:48                     |                          |                          |                          |                          |                          |
| 6.                       | Twenty-Five (Inst.)                                   |                           |                          | 3:25                     |                          |                          |                          |                          |                          |
| 20:20                    |                                                       |                           |                          |                          |                          |                          |                          |                          |                          |

| 1. | Pretty Age 25 (Version Japonaise)                       |  |  |  |
| 2. | Pretty Age 25 (Version Japonaise) Backstage music video |  |  |  |

## Classement

### Album
| Classement              | Meilleure position |
| ----------------------- | ------------------ |
| Gaon Weekly album chart | 6                  |

### Ventes
| Classement          | Ventes             |
| ------------------- | ------------------ |
| Gaon physical sales | COR: Plus de 5 796 |

### Singles
| Chanson                      | Meilleure position | Ventes                     |
| Chanson                      | KOR                | Ventes                     |
| ---------------------------- | ------------------ | -------------------------- |
| "Don't Look At Me Like That" | 27                 | 104 847 (COR) (DL)         |
| "Pretty Age 25"              | 15                 | Plus de 254 211 (COR) (DL) |

## Historique de sortie
| Pays         | Date            | Format                   | Label                               |
| ------------ | --------------- | ------------------------ | ----------------------------------- |
| Corée du Sud | 14 octobre 2014 | CD, téléchargement légal | TS Entertainment LOEN Entertainment |
| Japon        | 2 décembre 2014 | CD, téléchargement légal | TS Entertainment LOEN Entertainment |